# 구스타우 이삭센
구스타우 탕 이삭센(Gustav Tang Isaksen, 2001년 4월 19일 ~ )은 덴마크의 축구 선수이며, 라치오에서 윙어로 뛰고 있다. 그는 덴마크 수페르리가 2022-23 시즌에 18골을 터뜨려 공동 득점왕을 차지했다.